# 1982
Cette page concerne l'année 1982 (MCMLXXXII en chiffres romains) du calendrier grégorien.
L'année 1982 est une année commune qui commence un vendredi.

## En bref
- 2 février : massacre de Hama.
- 22 mai-11 novembre : offensives iraniennes dans la guerre Iran-Irak ; opération Victoire Indéniable, Beit ol-Moqaddas, Ramadan, Muslim Ibn Aqil, Muharram.
- 2 avril-14 juin : guerre des Malouines.
- 6 juin : Invasion israélienne du Liban.
- 16-17 septembre : massacre de Sabra et Chatila.
- 30 novembre, Pop : sortie de l’album Thriller de Michael Jackson, qui devient en un an l’album le plus vendu au monde[1].

## Relations internationales
- 4-6 juin : sommet du G7 au château de Versailles[2].
- 29 juin : début des négociations START sur les armements stratégiques, à Genève[2].
- 10 décembre :
  - signature à Montego Bay de la Convention des Nations unies sur le droit de la mer[3].
  - Amnesty international lance une campagne pour l'amnistie des prisonniers d’opinion du monde entier[4].
- 11 décembre : le prix Nobel de la paix est attribué à la Suédoise Alva Myrdal et au Mexicain Alfonso García Robles[5].

## Événements

### Afrique
- 1er février : formation de la Confédération de Sénégambie (fin le 23 août 1989)[6]. Elle est dotée d’un conseil des ministres et d’une assemblée ayant le pouvoir de coordonner la politique des deux États en matière de défense, de politique étrangère, d’économie et de finances.
- 3 février : accident du Mont Garbi. Le Noratlas no 140 s’écrase sur le mont Garbi à Djibouti. 27 légionnaires de la 4e compagnie du 2e REP, 2 légionnaires de la 13e DBLE et les 7 membres d’équipage sont tués dans l’accident[7]. Il s’agit du dernier accident impliquant un Noratlas avant le retrait définitif de cet appareil.
- 15 février : Étienne Tshisekedi, Marcel Lihau et d’autres congolais créent l’Union pour la démocratie et le progrès social, parti d’opposition sous le régime de parti unique de Mobutu Sese Seko au Zaïre[8].
- 22 février : La RASD (République arabe sahraouie démocratique) est admise à l’OUA lors de la 30e session du Conseil des ministres tenue à Addis-Abeba, suscitant le mécontentement du Maroc et son retrait de l’organisation africaine (12 novembre 1984)[9].
- 7 juin : Hissène Habré, chef des Forces armées du Nord entre à N’Djamena et impose son pouvoir au Tchad[10].
- 27 septembre: l'Angola et la Chine décident de se reconnaître mutuellement et d'engager des discussions pour l'établissement de relations diplomatiques[11].
- 2 novembre : Algérie. Assassinat de l'étudiant Kamel Amzal, militant de la cause berbère par des islamistes. Dans les jours suivants, les gendarmes prennent d'assaut le maquis de Mustapha Bouyali, responsable de l'assassinat. 10 gendarmes seront tués et Bouyali réussira à s'enfuir. Il sera tué en 1987 lors d'un ultime affrontement avec les forces de l'ordre.
- 6 novembre : Paul Biya devient président du Cameroun après démission le 4 du président Ahmadou Ahidjo[12].
- 7 novembre : un coup d’État militaire renverse le colonel Saye Zerbo en Haute-Volta. Le médecin-commandant Jean-Baptiste Ouédraogo est élu à la présidence à la tête du « Comité du salut du peuple »[13].
- 11 décembre : inauguration du barrage de Sélingué au Mali[14].
- 26 décembre : conflit en Casamance. Des manifestants séparatistes envahissent Ziguinchor[15]. Création du Mouvement des forces démocratiques de Casamance.

### Amérique
- 11 janvier : constitution au Honduras. Elle donne aux militaires des assurances d’être totalement à l’abri des fluctuations politiques (le chef d’État-major est nommé pour cinq ans, soit un an de plus que le mandat présidentiel, et révocable par la majorité des deux tiers par l’assemblée)[16].
- 27 janvier : Roberto Suazo Córdova, réformiste au pouvoir au Honduras[17].
- 7 février : création de l’URNG (Unión revolucionaria nacional guatemalteca)[18], réunissant l’EGP, l’ORPA, les FAR et le PGT-Núcleo de dirección nacional.
- 3 mars, Pérou : le mouvement d’extrême gauche du Sentier lumineux investit une prison d’Ayacucho[19]. Le mouvement se développe.
- 15 mars : état d’urgence au Nicaragua[20], menacé de l’extérieur par les États-Unis.
- 19 mars : occupation de l’île de Géorgie du Sud par un groupe de civils argentins[21].
- 23 mars : coup d’État militaire au Guatemala, qui porte au pouvoir le général Efraín Ríos Montt[16].
- 29 mars : élections constituantes au Salvador. Le PDC n’obtient que 24 sièges sur 60, l’opposition de droite se répartissant les 36 autres sièges, dont 10 pour l’extrême droite (ARENA)[16].

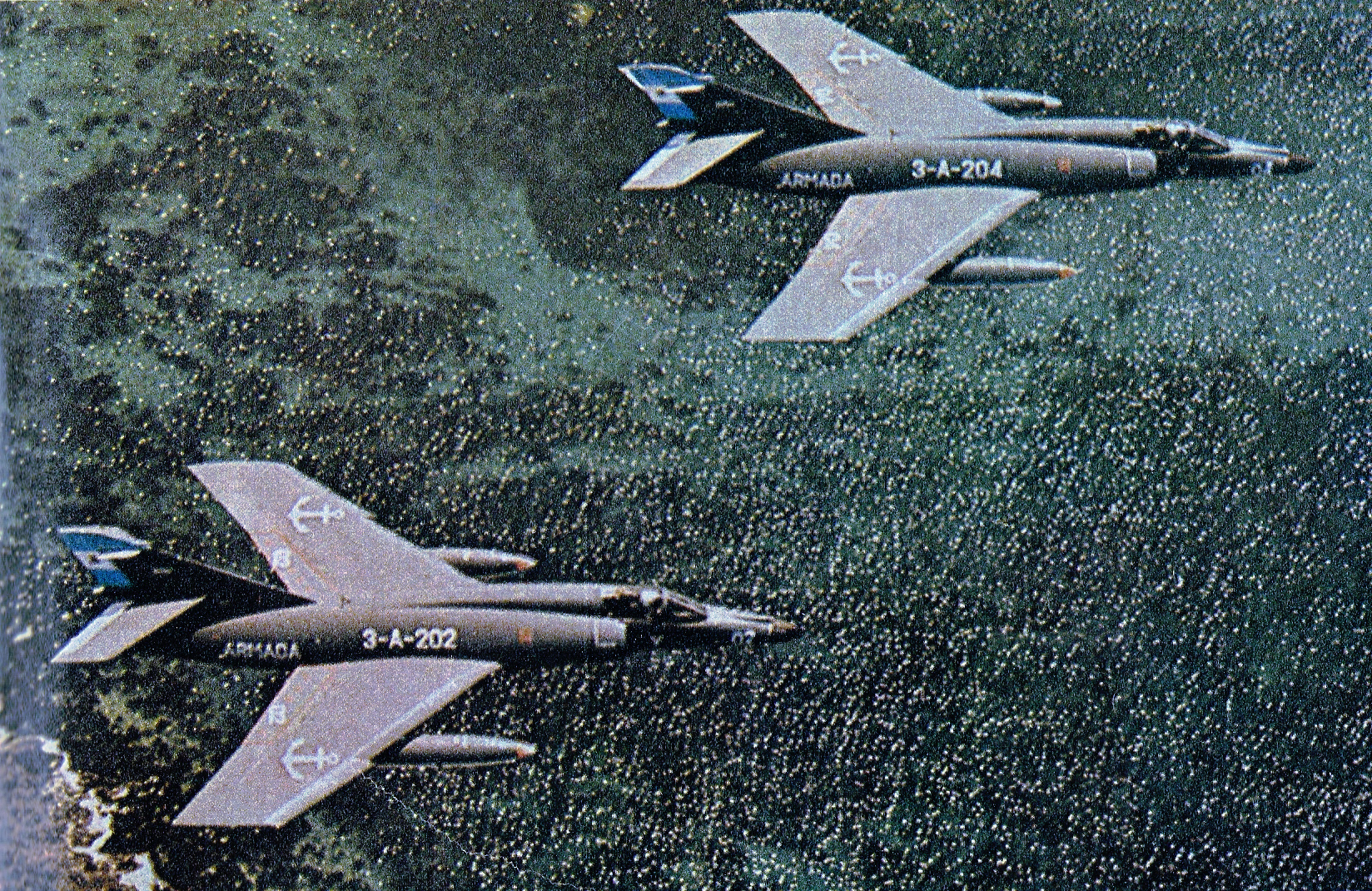
Deux Super-Étendard argentins dont le no 3-A-202 qui a participé à l’attaque contre les navires britanniques et le no 3-A-204 qui a attaqué l’Atlantic Conveyor.

- 2 avril : invasion des Malouines (Territoire britannique d’outre-mer) par l’Argentine[2] ; début de la guerre des Malouines (fin le 14 juin). Les généraux argentins, incapables de reconstruire une économie saine, espèrent retrouver quelque crédit en jouant du nationalisme de la population. Invoquant des droits discutables sur les îles Malouines (Falkland), ils les occupent par la force en avril, comptant mettre le gouvernement de Margaret Thatcher devant le fait accompli. La population, d’origine britannique, veut conserver ses liens avec le Royaume-Uni. Une escadre britannique, appuyée par les Américains en matière de télécommunications, reconquiert l’archipel en juin, tandis que les généraux argentins doivent céder le pouvoir aux civils.
- 3 avril : invasion de la Géorgie du Sud par les forces navales argentines[22].
- 17 avril : par la proclamation de la Reine du Royaume-Uni sur la colline du Parlement, le Canada rapatrie sa constitution et gagne la pleine indépendance vis-à-vis du Royaume-Uni ; incluse dans cette constitution est la Charte canadienne des droits et libertés[23].
- 25 avril : opération Paraquet ; les Britanniques reprennent possession de l’île de Géorgie du Sud[24].
- 28-30 avril : instauration d’une zone d’exclusion totale britannique centrée sur les îles Malouines[22].
- 1er mai : la Royal Air Force bombarde l’aéroport de Port Stanley, la capitale des Malouines ; début d’une série de bombardements sur les Malouines (opération Black Buck)[24].
- 14-15 mai : raid britannique sur l’île Pebble[22].
- 20-23 mai : l’opération Mikado, projet britannique d’attaquer la base navale argentine de Rio Grande, en Terre de Feu, est abandonnée[25].
- 21 mai : les forces britanniques débarquent à Port San Carlos. Début de la bataille de San Carlos[22].
- 28-29 mai : victoire britannique à la bataille de Goose Green[22].
- 29-31 mai : assaut sur Mount Kent[24].
- 30 mai : Belisario Betancur Cuartas remporte l’élection présidentielle colombienne[26].
- 6 juin : quatre soldats britanniques sont tués par un tir ami sur un hélicoptère britannique aux Malouines[27].
- 8 juin : raid aérien sur Bluff Cove. Les embarcations de débarquement britanniques sont bombardées par les avions de la Force aérienne argentine[28].

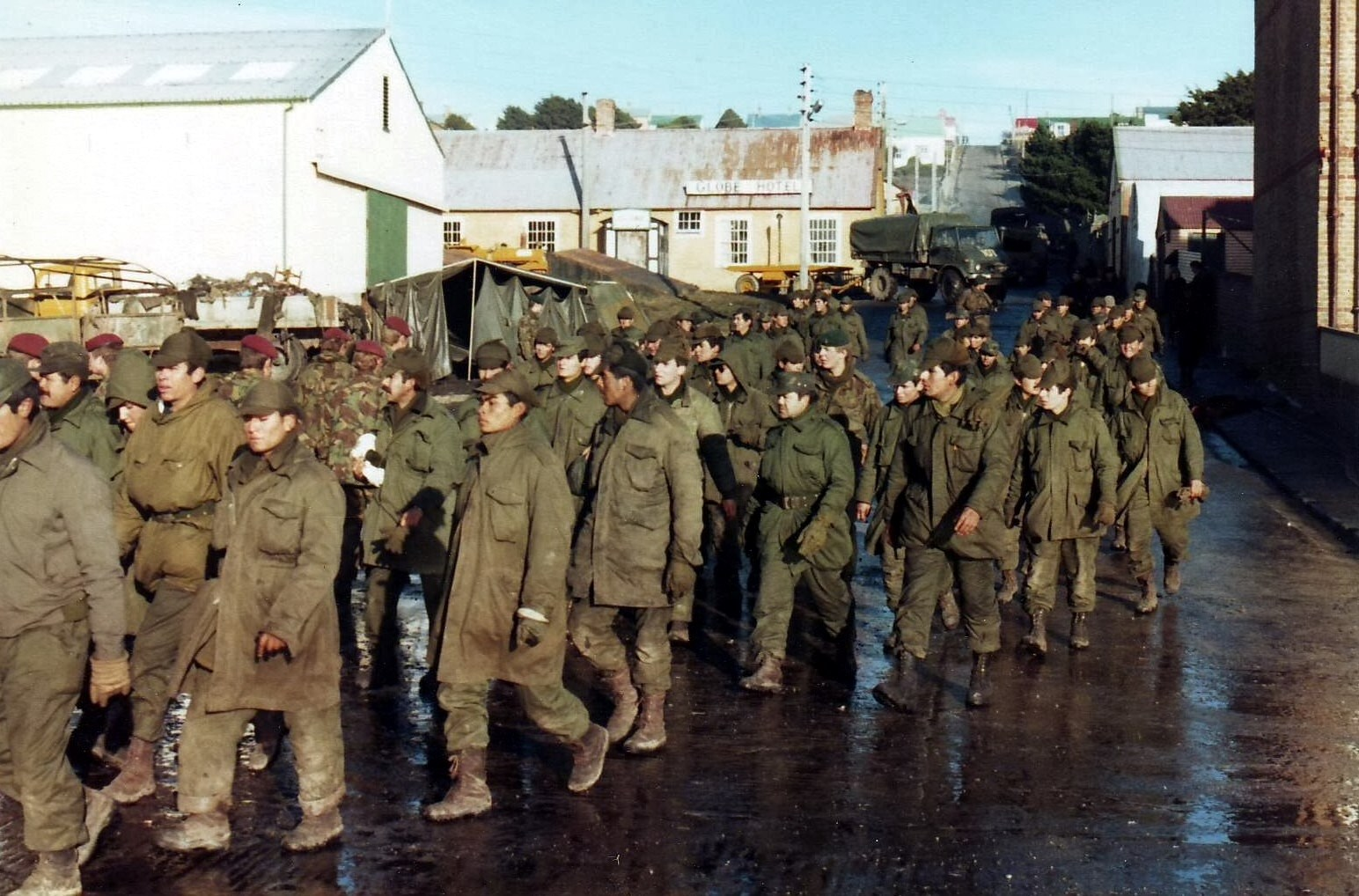
14 juin : reddition de la garnison argentine de Port Stanley.

- 14 juin : reddition de la garnison argentine de Port Stanley[22]. Fin de la Guerre des Malouines.
- 18 juin - 1er juillet : après la défaite des Argentins, le président Leopoldo Galtieri est remplacé par le général Bignone qui promet un retour à l’ordre démocratique, mais les forces armées ne sont pas en position de pouvoir contrôler le processus de dévolution du pouvoir aux civils (fin en 1983)[29].
- 20 juin : capitulation de la garnison argentine de la base Corbeta Uruguay sur l’île Thule à la suite de l’opération Keyhole[22].
- 4 juillet : Miguel de la Madrid Hurtado remporte l’élection présidentielle au Mexique[30] avec 74,3 % des voix.
- 18 juillet, Guatemala : 268 personnes, pour la plupart de l’ethnie maya achí, sont massacrées à Plan de Sánchez par les soldats guatémaltèques[31].
- 21 juillet : démocratisation et établissement d’un gouvernement civil en Bolivie avec l’arrivée au pouvoir de Guido Vildoso Calderón (fin en octobre)[32].
- 12 août : le secrétaire des Finances Jesús Silva-Herzog Flores déclare le Mexique en état de cessation de paiement. Il se rend à Washington pour obtenir un fonds d’urgence[33]. La crise de la dette atteint les autres pays d’Amérique latine.
- 10 octobre : les militaires décident de se retirer du pouvoir en Bolivie et Hernán Siles Zuazo est désigné président de la République par le Congrès[32].
- Octobre : début du Programme d’ « emploi pour les chefs de famille » (POJH) au Chili (fin en décembre 1988) [34].
- 15 novembre : les élections changent la donne politique au Brésil[35]. Le PMDB (opposition) gagne les postes de gouverneur des quatre États les plus importants (São Paulo, Minas Gerais, Rio de Janeiro et Paraná). Le gouvernement doit négocier à la Chambre des représentants où l’opposition est majoritaire. Enfin certains gouverneurs du PDS (Partido Democrático Social) deviennent plus indépendants à l’égard du pouvoir central.
- 26 novembre : attentat contre l'ambassade d'Israël à Quito, en Équateur (trois morts).
- 1er décembre : Miguel de la Madrid Hurtado succède à José López Portillo à la présidence du Mexique[30].
- 6-8 décembre, Guatemala : massacre de Dos Erres (l’armée fait 250 morts et rase le village)[36].
- 8 décembre : exécution de quinze opposants au régime militaire au Suriname[37].

### Asie et Pacifique
- 9 février : au Cambodge, Chan Sy est nommé Premier ministre[32].
- 27 février : le parti d’opposition HRPP remporte les élections législatives samoanes[38].
- 24 mars : coup d'État au Bangladesh. Les troupes fidèles au lieutenant-général Ershad ont forcé le président Abdus Sattar et le vice-président à démissionner. Ershad a imposé la loi martiale et s'est déclaré l'administrateur en chef de la celle-ci[39],[40].
- 22 juin, Kuala Lumpur : les Khmers rouges, toujours reconnus par les Nations unies, et les partisans de Sihanouk et de son ancien ministre Son Sann, forment une coalition. Soutenus par les pays occidentaux, la Chine et les pays de l’ASEAN, ils poursuivent la lutte contre le nouveau régime pro-vietnamien établi au Cambodge[41].
- 24 juin : Incident de Jakarta du vol 9 British Airways.
- 18 août : le général Phoumi Nosavan, en exil depuis 1965, forme à Bangkok un « gouvernement démocratique royal lao » opposé au régime communiste du Laos[42].
- 12 septembre : élection du 12e Politburo du Parti communiste chinois[43].
- 22 septembre : visite officielle du Premier ministre britannique Margaret Thatcher en Chine pour ouvrir les négociations concernant la rétrocession de Hong Kong[43].
- 3 novembre, guerre d’Afghanistan : l’explosion d’un camion citerne dans le tunnel de Salang conjuguée à la fermeture des issues du tunnel par les soldats soviétiques conduit à la mort de 1 000 à 3 000 personnes[44].
- 27 novembre : Yasuhiro Nakasone, premier ministre du Japon (fin en 1987)[45].
- 1er décembre : reddition de l’insurrection communiste en Thaïlande, écrasée par le régime militaire, lors d’une cérémonie à Banbak[46].
- 4 décembre : adoption de la nouvelle Constitution de la République populaire de Chine par la Ve Assemblée nationale populaire[47]. L’article 35 de la Constitution chinoise garantit aux citoyens la liberté de parole, de presse, de rassemblement, d’association, de défilé et de manifestation. L’article 36 la liberté des croyances, à condition qu’elles ne troublent pas l’ordre et l’État[48].

### Proche-Orient

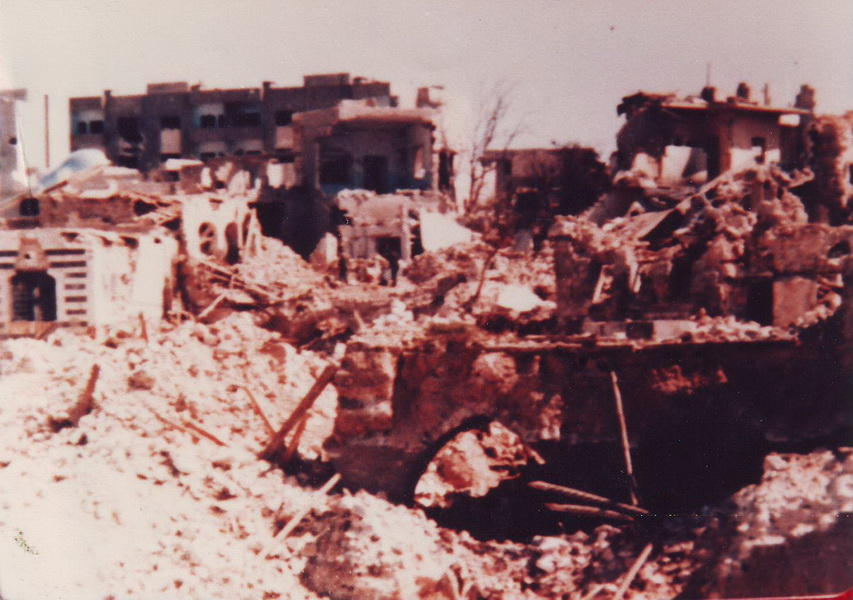
Hama après la répression de l’insurrection islamique.

- 3-24 février : massacre de Hama. En Syrie, la ville de Hama se soulève sous l’impulsion des Frères musulmans. Le pouvoir Baasiste riposte le 6 février et déploie l'armée autour de la ville. Après trois semaines de combats et de bombardements (le centre de la ville est rasé), Hama tombe. On estime de 10 000 à 20 000 le nombre de victimes des combats et des massacres qui ont suivi. Le mouvement islamiste s’effondre. (voir Insurrection des Frères musulmans en Syrie)[49].

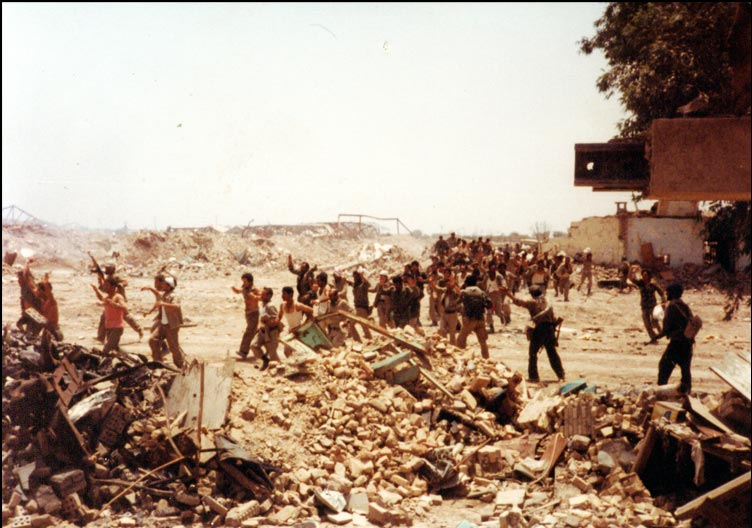
24 mai, guerre Iran-Irak : libération de Khorramshahr. Capture de soldats irakiens.

- 22-30 mars, guerre Iran-Irak : l’opération Victoire Indéniable (Fath ol-Mobin) aboutit à la libération des villes de Dezfoul et Shush dans la province de Khouzistan par les Iraniens[50].
- 8 avril : la Syrie, alliée de l’Iran, décide de fermer sa frontière avec l’Irak[51] ; le 10 avril, elle ferme le pipeline transportant le pétrole irakien vers la Méditerranée[50].
- 24 avril-25 mai, guerre Iran-Irak : opération Jérusalem (Beit ol-Moqaddas) ; Khorramshahr est repris par l’Iran le 22 mai et des milliers de soldats irakiens sont faits prisonniers[50].

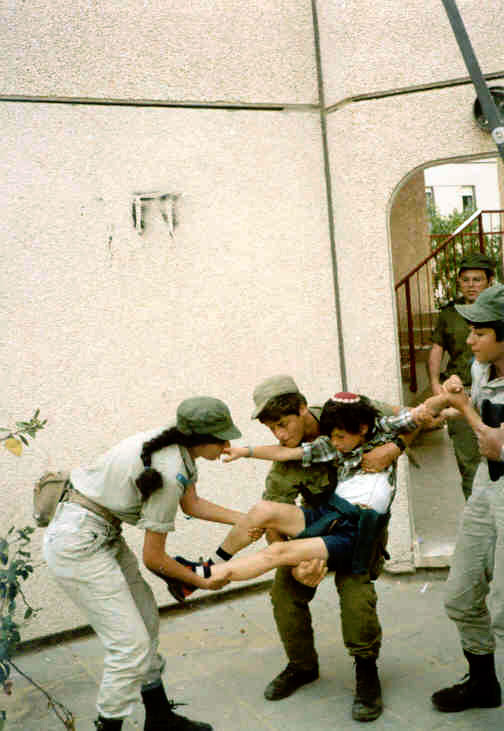
25 avril : évacuation de Yamit au Sinaï

- 25 avril : le Sinaï est restitué à l’Égypte et démilitarisé[52].
- 24 mai : un attentat à la voiture piégée contre l'ambassade de France au Liban provoque 11 morts et 27 blessés[53].
- 3 juin : un attentat contre l’ambassadeur israélien à Londres Shlomo Argov donne le prétexte de l’invasion israélienne du Liban[54].

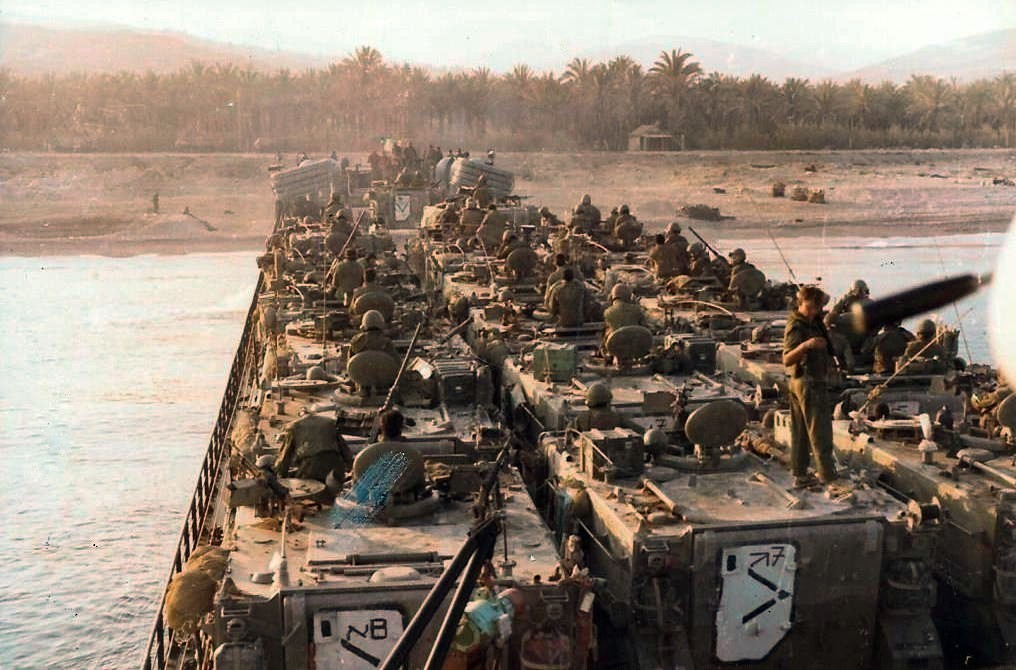
6 juin : Invasion israélienne du Liban. Profitant de la guerre civile libanaise, Israël, allié aux Phalanges maronites de la famille Gemayel, porte la guerre au Liban (1982-1985), sans remporter la victoire escomptée.

- 6 juin : opération « Paix pour la Galilée ». Les troupes israéliennes menées par Ariel Sharon envahissent le Liban et liquident les poches de résistance palestiniennes au Liban Sud[54].
- 9 juin : opération Mole Cricket 19. L’armée israélienne attaque l’armée syrienne, qui se replie après plusieurs jours de combats[55].
- 10 juin, guerre Iran-Irak : Saddam Hussein décrète un cessez-le-feu unilatéral, refusé par l’Iran[50].
- 10-11 juin : bataille de Sultan Yacoub entre les forces israéliennes et syriennes[55].
- 11 juin : un cessez-le-feu est signé entre la Syrie et Israël[54].
- 13 juin :
  - Fahd devient roi d’Arabie saoudite[56].
  - les Israéliens font leur jonction avec les FL et le 3 juillet mettent le siège devant Beyrouth, sans pouvoir y entrer, du fait de l’opposition américaine[54].
- 20 juin : Saddam Hussein rappelle ses troupes sur la frontière internationale[50]. Khomeini ambitionne d’envahir l’Irak pour y établir une république islamique.
- 4 juillet : enlèvement de quatre diplomates iraniens au Liban par des phalangistes chrétiens[57].
- 13 juillet-2 août, guerre Iran-Irak : opération « Ramadan »[50]. L’Iran lance une série d’offensives « coup de boutoir » fondées sur le sacrifice de vagues considérables de volontaires, les « gardiens de la révolution ». L’Irak oppose une ligne de défense fortifiée et protégée par une puissante artillerie. La première offensive iranienne échoue autour de Bassorah. Les Iraniens détruisent les installations pétrochimiques de Kirkouk et de Bassorah. Ils entrent en Irak en août. Les offensives de l’automne apportent peu de résultats par rapport aux pertes humaines.
- 19 juillet, Liban : enlèvement de David Dodge, président de l’Université américaine de Beyrouth par des extrémistes chiites pro-iraniens. Il est détenu dans une prison près de Téhéran jusqu’à sa libération un an plus tard[57].

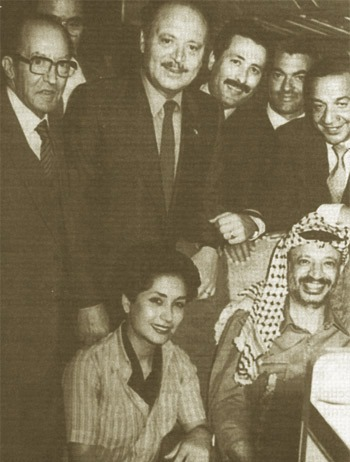
Yasser Arafat et le ministre tunisien Mongi Kooli dans l’avion qui l’a évacué de Beyrouth.

- 21 août-1er septembre : l’OLP évacue Beyrouth, protégée par une force internationale[58]. Le 30 août, Yasser Arafat est contraint de quitter Beyrouth pour Tunis[59].
- 23 août : Bashir Gemayel est élu président du Liban. Il refuse le traité de paix proposé par Israël et exige le départ des forces étrangères[60].
- 1er septembre : publication du plan de paix Reagan préparé par le secrétaire d’État Schultz, basé sur les principes des accords de Camp David : autonomie totale des Palestiniens des territoires occupés mais refus de la formation d’un État Palestinien indépendant[59]. Le plan Reagan est refusé par les Palestiniens lors du XVIe CNP à Alger (février 1983) et par Israël.
- 14 septembre : l’assassinat du nouveau président libanais Bashir Gemayel permet l’entrée des troupes israéliennes à Beyrouth-Ouest[60].
- 15 septembre : alors que l’OLP s’installe à Tunis, Yasser Arafat est reçu par le pape Jean-Paul II[61].
- 16 septembre : constitution du Front de la résistance libanaise, animé par les communistes libanais, qui multiplie les attentats contre la présence israélienne[62].
- 16 au 17 septembre : massacre (500 à 3 000 morts) palestiniens et libanais à Sabra et Chatila, Beyrouth, par des milices chrétiennes sans qu’interviennent les troupes israéliennes[59]. Les manifestations des Palestiniens des Territoires occupés sont durement réprimées par l’armée israélienne. L’opposition à la guerre monte en Israël même, tandis que les protestations internationales se multiplient.
- 21 septembre : Amine Gemayel, frère de Bachir, est élu président de la République du Liban[63]. Il favorise la reconstruction d’une armée nationale et s’appuie sur la Force multinationale. Mais les milices soutenues par Damas reprennent le combat et l’accord de paix avec Israël n’est pas ratifié par le Parlement. L’occupation israélienne s’enlise jusqu’à son départ en 1984 face aux actions des chiites (milice Amal de Nabih Berri et Hezbollah) et du Front de la résistance nationale libanaise.
- 25 septembre : 400 000 manifestants israéliens demandent la démission du Premier ministre Menahem Begin[59].
- 28 septembre : la commission Kahane est chargée par le gouvernement israélien d’enquêter sur le massacre de Sabra et Chatila[64].

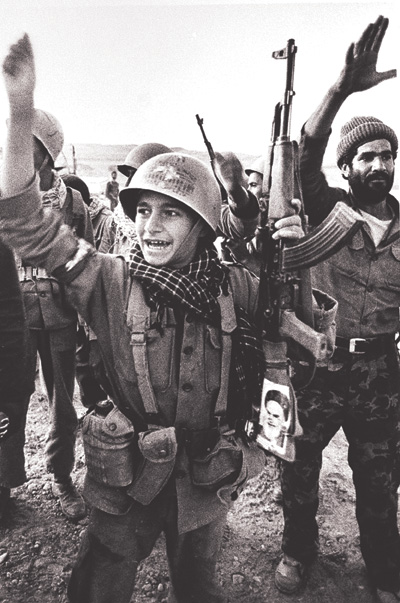
Soldats iraniens en novembre 1982. Après les défaites irakiennes, les monarchies du Golfe s’inquiètent de l’expansionnisme iranien et subventionnent massivement l’effort de guerre irakien (elles prêtent 50 milliards de dollars à Bagdad pendant le conflit). Tout en restant neutres, les Américains apportent un large soutien à l’Irak dans sa guerre contre l’Iran.

- 1er-18 octobre : les iraniens lancent l’opération Muslim Ibn Aqil vers Mandali, à 120 kilomètres de Bagdad ; ils sont repoussés[50].
- 9-13 octobre : réconciliation entre Hussein de Jordanie et Yasser Arafat à Amman à la suite d'une amnistie le 6 octobre en faveur de cent trente-six prisonniers condamnés après Septembre noir. En décembre, l’idée d’une confédération jordano-palestinienne est approuvée[65],[66].
- 18 octobre : adoption d’une nouvelle Constitution en Turquie, ratifiée le 7 novembre par un référendum[67].
- 1er-11 novembre : opération Muharram. L’Iran lance quatre offensives dans la région d’Amara, qui échouent à pénétrer profondément en Irak[50].
- 11 novembre : le quartier général israélien à Tyr est détruit par une explosion due à une attaque-suicide revendiquée par le Hezbollah qui cause la mort de 74 personnes dont 60 soldats israéliens[68].
- 13 décembre : un tremblement de terre de magnitude 6.0 fait 2 000 victimes au Yémen du Nord[69].

### Europe
- 23 février : référendum sur le retrait du Groenland de la Communauté économique européenne[70], approuvé à 53,02 %.
- 26 mars : révision constitutionnelle en Pologne ; création d’un tribunal d’État et d’une « commission de responsabilité constitutionnelle »[71].
- 29 mars : une bombe explose dans un train Capitole entre Paris et Toulouse. L’attentat fait cinq morts et vingt-sept blessés[72].
- 29 avril : le gouvernement grec accepte par décret le système dit monotonique (μονοτονικό σύστημα monotonikó sístima), qui simplifie grandement le système des diacritiques de l’alphabet grec[73].
- 16 mai : l’ancienne impératrice d’Autriche Zita de Bourbon-Parme est autorisée pour la première fois depuis 1919 à venir en Autriche où elle reçoit un accueil triomphal lors d’une cérémonie religieuse le 13 novembre dans la Cathédrale Saint-Étienne de Vienne[74].
- 10 mai : échec de l’opération Algeciras, tentative de sabotage par les services secrets argentins d’un navire de guerre de la Royal Navy à Gibraltar[75].
- 28 mai-2 juin : visite pastorale du pape Jean-Paul II au Royaume-Uni[76].

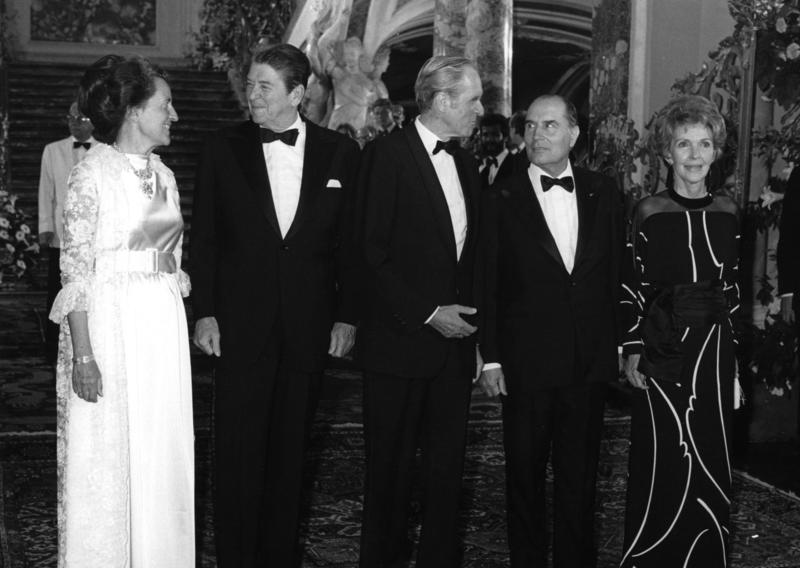
Reagan, Carstens, et Mitterrand au sommet de l’OTAN à Bonn.

- 10 juin : sommet de l’OTAN à Bonn. Il adopte une déclaration exposant un programme en six points pour la paix dans la liberté. Admission de l’Espagne[77].
- 9 juin, Espagne : la Région de Murcie et La Rioja reçoivent le statut d’autonomie[78].
- 18 juin : Ronald Reagan étend l’embargo contre l’URSS aux exportations de technologies[79].
- 24 juin : 
  - loi suédoise sur les prénoms[80].
  - directive Seveso, directive européenne qui impose aux États membres de l’Union européenne d’identifier les sites industriels présentant des risques d’accidents majeurs[81].
- 1er juillet, Espagne : la Communauté valencienne reçoit le statut d’autonomie[78].
- 4 juillet, Royaume-Uni : grève des conducteurs de British Rail contre l’établissement d’horaires flexibles destinés à améliorer la productivité. Le gouvernement menace de fermer le réseau et de congédier les grévistes, qui reprennent le travail sans avoir obtenu satisfaction[82].
- 10 juillet : Kalinka Bamberski, 15 ans, est retrouvée morte à Lindau, au domicile de son beau-père, le docteur Dieter Krombach. Début de l’affaire Dieter Krombach[83].
- 20 juillet : attentats meurtriers de l’IRA provisoire à Hyde Park et à Regent’s Park[84].
- 22 juillet : la France, puis l’Italie (24 juillet), le Royaume-Uni (3 août) et l’Allemagne, soutenus par la CEE (12 août), refusent de suivre l’embargo américain sur l’Union soviétique[85].
- 31 juillet : catastrophe routière de Beaune, le plus grave accident de la route en France (53 morts) sur l’A6[86].
- 9 août : attentat de la rue des Rosiers à Paris[87].
- 10 août : statut d’autonomie de l’Aragon, de Castille-La Manche, de la Navarre et des Îles Canaries[78].
- 12 août : révision constitutionnelle au Portugal[88]. Suppression du conseil de la révolution, écartant les militaires de la vie politique. Réduction des pouvoirs du président de la République.
- 28 août : Leopoldo Calvo-Sotelo annonce la dissolution des Cortès et la tenue d’élections anticipées en Espagne[89].
- 17–22 septembre : Margaret Thatcher se rend au Japon afin d’encourager les industriels à investir au Royaume-Uni[90].
- 19 septembre : le Parti social-démocrate remporte les élections législatives suédoises[91].
- 26 septembre: les élections législatives régionales en Hesse (Allemagne) ne débouchent sur aucune majorité claire.

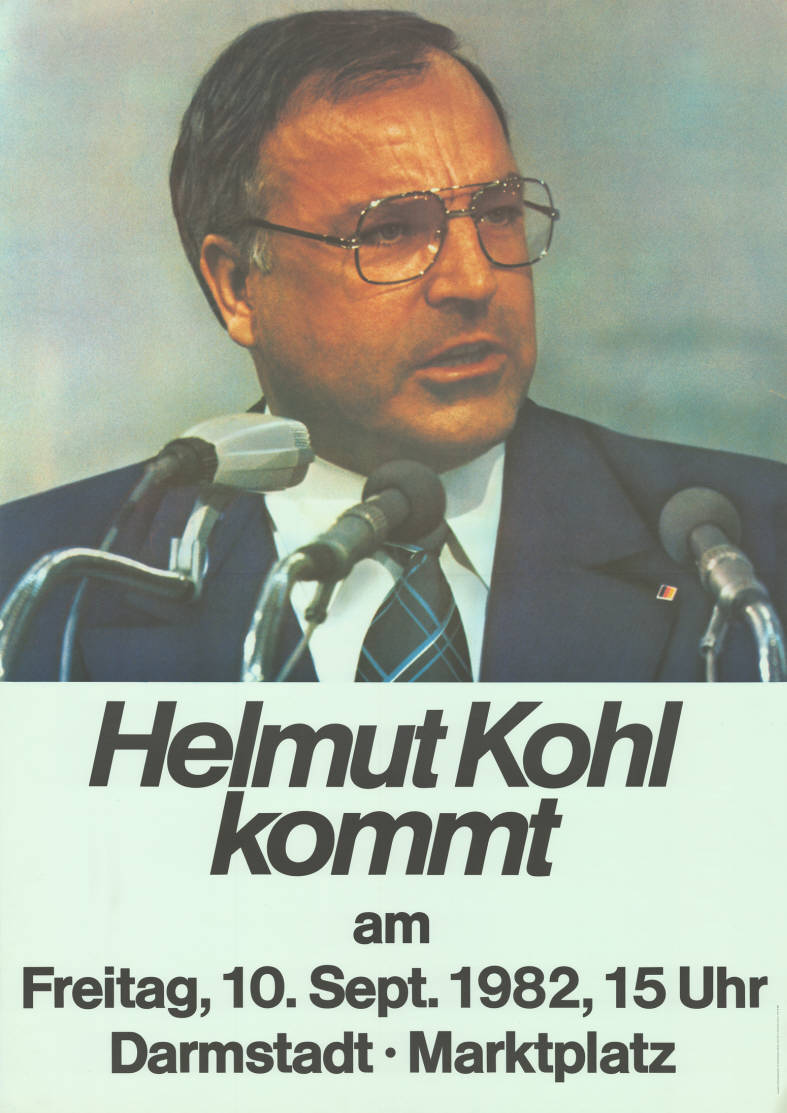
: Helmut Kohl, chancelier de l’Allemagne de l’Ouest.

- 1er octobre : démission du chancelier Helmut Schmidt (social-démocrate) à la suite de la défection d’une partie des libéraux (FDP). Helmut Kohl (CDU) devient chancelier de l’Allemagne de l’Ouest[92].
- 8 octobre : 
  - Olof Palme, Premier ministre social-démocrate en Suède (fin en 1986) ; il annonce une dévaluation de la couronne de 16 %[91].
  - le syndicat libre Solidarność (Solidarité) est déclaré illégal en Pologne[93]. Le pape Jean-Paul II le soutient.
- 28 octobre : le PSOE triomphe aux élections générales espagnoles avec 46 % des suffrages et 202 sièges (80 % de participation). UCD ne fait que 7,3 %, l’Alianza Popular 25,3 % et PCE seulement 3,9 %[94].

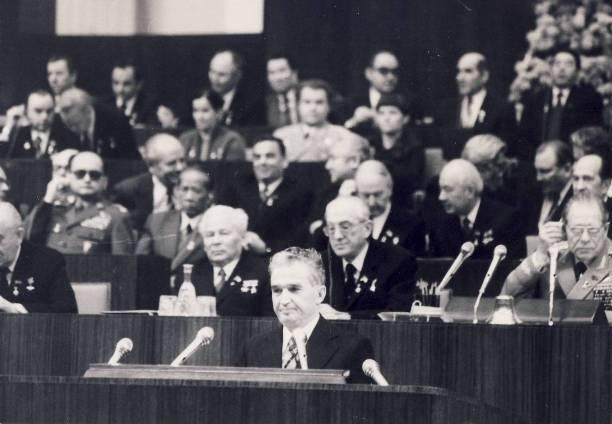
Jaruzelski, Tchernenko, Ceausescu, Andropov et Oustinov en décembre lors des célébrations du 60e anniversaire de l’Union Soviétique à Moscou.

- 10 novembre, Union soviétique : à la mort de Léonid Brejnev, Iouri Andropov, ancien chef du KGB (Komitet gossoudarstvennoï bezopasnosti, « comité pour la sécurité d’État »), lui succède au secrétariat général du parti et à la tête de l’État (fin en février 1984)[79]. Âgé de 68 ans et atteint d’une maladie rénale, il n’occupe le poste que quinze mois. Il paraît incarner l’accession au pouvoir d’une génération nouvelle, et on lui prête des penchants libéraux. Il se lance dans une campagne brutale de discipline contre l’alcoolisme, la corruption, l’incompétence, l’absentéisme au travail. En matière économique, il ne conçoit pas de réformes hors du cadre traditionnel.
- 13 novembre : levée de l’embargo gazier sur l’URSS par les États-Unis, après le refus français de le respecter[95].
- 14 novembre : libération de Lech Wałęsa[96].
- 1er décembre : 
  - Felipe González forme le premier gouvernement socialiste d’Espagne (fin en 1996)[94].
  - entrée en vigueur de l'Employment Act 1982 (en) au Royaume-Uni[97]. Après l’échec des grèves des mineurs, des cheminots et du personnel hospitalier, la majorité conservatrice vote une loi qui rend les syndicats financièrement responsables dans le cas de procès civil en dommages ou de grève « secondaire » (quand le syndicat n’est pas directement concerné dans le conflit avec un employeur donné)[98].
- 21 décembre : proposition de baisse du niveau des armements en Europe par l’URSS[99].

## Décès en 1982

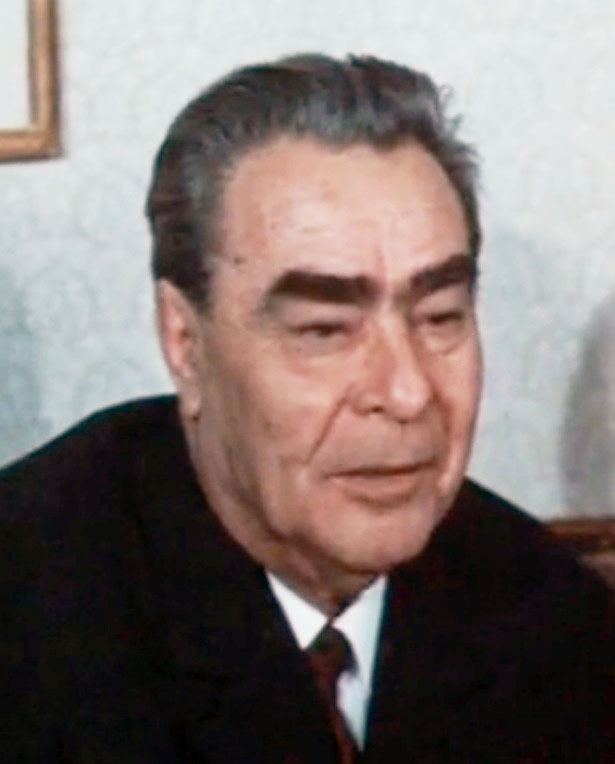
Léonid Brejnev.

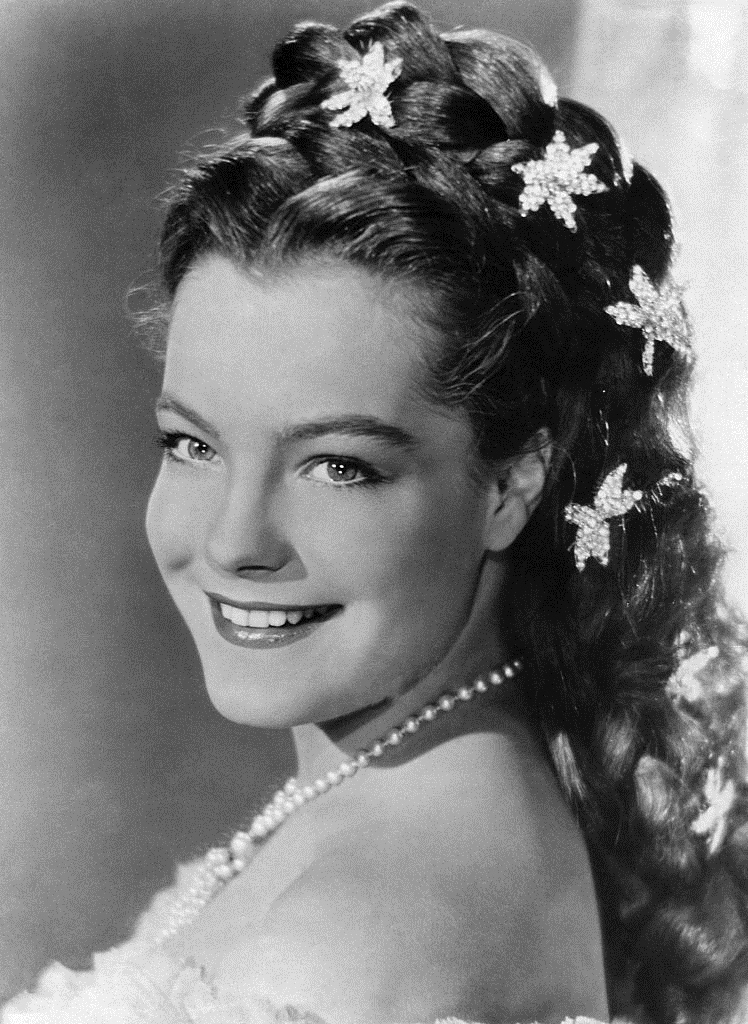
Romy Schneider

Personnalités majeures décédées en 1982
- 17 février : Thelonious Monk (pianiste et compositeur de jazz américain)
- 3 mars : Georges Perec (écrivain français)
- 29 mai : Romy Schneider (actrice allemande naturalisée française)
- 10 juin : Rainer Werner Fassbinder (cinéaste allemand)
- 16 juillet : Patrick Dewaere (acteur français)
- 12 août : Henry Fonda (acteur américain)
- 29 août : Ingrid Bergman (actrice suédoise)

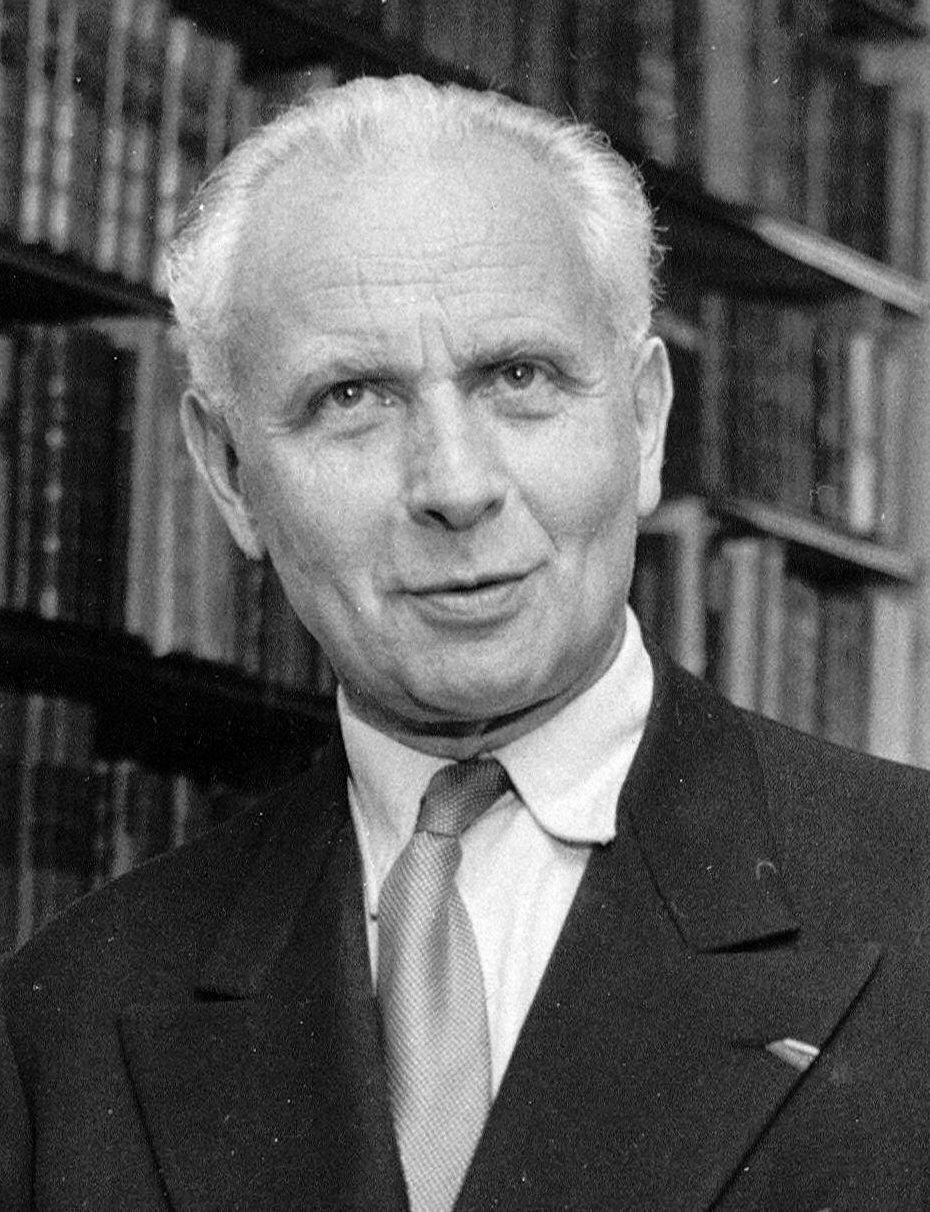
Louis Aragon

- 1 septembre  : Władysław Gomułka (homme politique polonais)
- 14 septembre : Grace Kelly, princesse de Monaco
- 4 octobre : Glenn Gould (pianiste canadien)
- 18 octobre : Pierre Mendès France (homme politique français)
- 1 novembre : King Vidor (cinéaste américain)
- 4 novembre : Jacques Tati (cinéaste et acteur français)
- 10 novembre : Léonid Brejnev (homme politique soviétique)
- 20 décembre : Arthur Rubinstein (pianiste polonais naturalisé américain)
- 24 décembre : Louis Aragon (poète et romancier français)